# Tranquilize
Tranquilize è un brano musicale del gruppo di genere alternative rock The Killers in collaborazione con Lou Reed, pubblicato dalle etichette discografiche Island Records e Vertigo Records nell'ottobre 2007 come singolo per il download tratto dall'album Sawdust.
Il 5 novembre dello stesso anno ne è stata pubblicata una edizione limitata in vinile da 7".

## Tracce
- iTunes Download

1. Tranquilize (Featuring Lou Reed) 3:45

- Etched 7"

1. Tranquilize (Featuring Lou Reed) 3:45

- Promo 7" con cardboard sleeve

1. Tranquilize (Featuring Lou Reed) 3:45